# Vogtei Rheintal
Die Vogtei Rheintal war 1491 bis 1798 eine Gemeine Herrschaft der Alten Eidgenossenschaft in der heutigen Ostschweiz (Kanton St. Gallen). Die Vogtei umfasste folgende heutige Gemeinden:
- Rheineck
- St. Margrethen
- Au
- Berneck
- Balgach
- Diepoldsau
- Widnau
- Rebstein
- Marbach
- Altstätten
- Eichberg
- Oberriet
- Rüthi
- Thal (ohne Altenrhein und Unterstaad)

## Geschichte

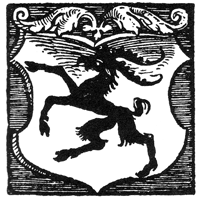
Das Wappen der Vogtei Rheintal nach der Chronik von Stumpf, 1548

Die alemannische Besiedlung des unteren Rheintals erfolgte im frühen Mittelalter. Im Frankenreich wurde das Rheintal zwischen Monstein und Hirschensprung dem Grafschaftsbezirk Rheingau zugeordnet, der 891 erstmals erwähnt wurde. Nur das Gebiet zwischen Bodensee und Montstein gehörte zum Thurgau. Im Mittelalter waren die Herrschaftsverhältnisse im Rheintal äusserst zersplittert. Verschiedentlich stritten sich deutsche Könige, Bischöfe von Konstanz, Äbte von St. Gallen und die Grafen von Bregenz und Werdenberg um das Gebiet. Schliesslich konnten die Grafen von Werdenberg-Heiligenberg 1348 erstmals die Landeshoheit im ganzen Rheintal vereinigen.
Als 1363 die Habsburger die Grafschaft Tirol erwarben, begannen sie auch schrittweise die Herrschaft über das Rheintal zu gewinnen. Bis 1395 konnten sie durch Kauf und Eroberung das ganze Rheintal unter ihre Kontrolle bringen. Erst die Niederlage gegen die Appenzeller in der Schlacht am Stoss 1405 setzte dem ein Ende. Marbach, Berneck und Altstätten verbündeten sich mit den Appenzellern im "Bund ob dem See", in dem erstmals die Landleute im Rheintal von Rheineck bis Kriessern gemeinsam vereint waren. Nach der Appenzeller Niederlage bei Bregenz 1408 kehrten die alten Herren wieder zurück. Kurzzeitig kam das Rheintal 1424 grösstenteils in die Hand der Toggenburger. Nach deren Aussterben kam es zum Alten Zürichkrieg um die umfangreiche Erbschaft, in dessen Verlauf Appenzell das Rheintal mit Rheineck 1445 vollständig eroberten.
Appenzell konnte das Rheintal zwar 1464 gegen die Ansprüche der Fürstabtei St. Gallen behaupten, als Folge des Krieges um den Rorschacher Klosterbruch mussten sie es jedoch an die vier Schirmorte der Abtei, Zürich, Glarus, Schwyz und Luzern, abtreten. Damit wurde die Vogtei Rheintal zu einer Gemeinen Herrschaft innerhalb der Alten Eidgenossenschaft. 1491 nahmen die vier Orte Uri, Unterwalden und Zug in die Mitherrschaft der Vogtei Rheintal auf, 1500 Appenzell und 1712 Bern. Im Hof Kriessern regierte auch der Fürstabt von St. Gallen mit.
1528 beschlossen die Rheintaler die Annahme der Reformation, allerdings verblieben katholische Minderheiten. Nur Altstätten, Widnau, Kriessern und Rüthi waren mehrheitlich katholisch. Durch den Frieden von 1712 wurde den langwierigen Glaubensstreitigkeiten ein Ende gesetzt und die Vogtei zur „paritätischen“ Zone der Eidgenossenschaft gerechnet. Das heisst, dass beide Religionen gleichberechtigt nebeneinander existieren durften.
1798 erklärte sich die Vogtei Rheintal für unabhängig. Am 26. März 1798 wurde auf einer Landsgemeinde in Altstätten eine Verfassung beschlossen und ein Landammann und ein Landrat gewählt. Die Unabhängigkeit währte aber nur kurz, da schon im Mai die Eingliederung des Rheintals in den Kanton Säntis erfolgte. Nur Rüthi und Lienz kamen zum Kanton Linth. Nach der Gründung des Kantons St. Gallen 1803 bildete das Rheintal von Staad bis Lienz einen Bezirk. Die Hauptorte waren monateweise Altstätten und Rheineck. 1831 wurde eine Aufteilung in die Bezirke Unter- und Oberrheintal vorgenommen. Hauptort des Oberrheintals war Altstätten, jener des Unterrheintals wechselte zwischen Rheineck und Berneck. Die beiden Bezirke wurden 2003 im Rahmen einer Verfassungsrevision zum Wahlkreis Rheintal des Kantons St. Gallen vereinigt. Dabei wurde die Gemeinde Thal zum Wahlkreis Rorschach geschlagen.

## Landvögte der acht Orte
| Amtsantritt | Name                              | Ort         | HLS-Eintrag |
| ----------- | --------------------------------- | ----------- | ----------- |
| 1490        | Dominik von Frauenfeld            | Zürich      | HLS         |
| 1492        | Jakob von Hertenstein             | Luzern      | HLS         |
| 1494        | Heinrich Troger                   | Uri         | HLS         |
| 1496        | Johannes Jost                     | Schwyz      |             |
| 1498        | Johannes Ambühl                   | Unterwalden |             |
| 1500        | Ulrich Rettich                    | Zug         | HLS         |
| 1502        | Rudolf Wichser                    | Glarus      | HLS         |
| 1504        | Hans Moser / Hans Moser           | Appenzell   | HLS         |
| 1506        | Felix Grebel (I)                  | Zürich      | HLS         |
| 1508        | Peter Zukäs                       | Luzern      | HLS         |
| 1510        | Heinrich Imhoff                   | Uri         | HLS         |
| 1512        | Johannes Jost                     | Schwyz      |             |
| 1514        | Niclaus im Grund                  | Unterwalden |             |
| 1516        | Johannes Stadlin                  | Zug         | HLS         |
| 1518        | Rudolf Luchsinger                 | Glarus      |             |
| 1520        | Conrad Brülsauer                  | Appenzell   |             |
| 1522        | Felix Grebel (II)                 | Zürich      | HLS         |
| 1524        | Johannes Golder                   | Luzern      | HLS         |
| 1526        | Melchior Gysler                   | Uri         | HLS         |
| 1528        | Paul in der Halden                | Schwyz      | HLS         |
| 1530        | Sebastian Kretz                   | Unterwalden |             |
| 1532        | Götschi Zhaag                     | Zug         | HLS         |
| 1534        | Conrad Hässi                      | Glarus      | HLS         |
| 1536        | Mauritz Gartenhauser              | Appenzell   | HLS         |
| 1538        | Johannes Haab                     | Zürich      | HLS         |
| 1540        | Beat Fehr                         | Luzern      |             |
| 1542        | Martin Imhoff                     | Uri         | HLS         |
| 1544        | Joseph Grüninger                  | Schwyz      |             |
| 1546        | Niclaus Sigrist                   | Unterwalden | HLS         |
| 1548        | Heinrich Zehender                 | Zug         |             |
| 1550        | Conrad Hässi                      | Glarus      | HLS         |
| 1552        | Hieronymus Knill                  | Appenzell   |             |
| 1554        | Hans Göldin                       | Zürich      |             |
| 1556        | Hans Haas / Anthoni Haas (I)      | Luzern      |             |
| 1558        | Johannes Gysler                   | Uri         | HLS         |
| 1560        | Martin Ulrich                     | Schwyz      | HLS         |
| 1562        | Jörg Schäli                       | Unterwalden |             |
| 1564        | Niclaus Iten                      | Zug         | HLS         |
| 1566        | Fridolin Schuler                  | Glarus      | HLS         |
| 1568        | Ulrich Vetter / Ulrich Lanker (I) | Appenzell   | HLS         |
| 1570        | Hans Bleuler                      | Zürich      |             |
| 1572        | Anthoni Haas                      | Luzern      |             |
| 1574        | Jacob Muheim                      | Uri         | HLS         |
| 1576        | Martin Kostener                   | Schwyz      |             |
| 1578        | Caspar Deggeler                   | Unterwalden |             |
| 1580        | Caspar Meyenberg                  | Zug         | HLS         |
| 1582        | Dietrich Stauffacher              | Glarus      | HLS         |
| 1584        | Ulrich Lanker (II)                | Appenzell   | HLS         |
| 1586        | Hans Jacob Rordorff               | Zürich      | HLS         |
| 1588        | Anthoni Haas (III)                | Luzern      |             |
| 1590        | Walther Zeffel                    | Uri         |             |
| 1592        | Johannes Ulrich                   | Schwyz      | HLS         |
| 1594        | Wolffgang Britschgi               | Unterwalden | HLS         |
| 1596        | Oswald Brandenberg                | Zug         | HLS         |
| 1598        | Johannes Vogel                    | Glarus      | HLS         |
| 1600        | Ulrich Näff                       | Appenzell   | HLS         |
| 1602        | Adrian Ziegler                    | Zürich      |             |
| 1604        | Heinrich Cloos                    | Luzern      | HLS         |
| 1606        | Jacob Muheim                      | Uri         | HLS         |
| 1608        | Christoff Schorno                 | Schwyz      | HLS         |
| 1610        | Johannes Wirz                     | Unterwalden | HLS         |
| 1612        | Apollinari Iten                   | Zug         | HLS         |
| 1614        | Ulrich Tschudi                    | Glarus      | HLS         |
| 1616        | Sebastian Alther                  | Appenzell   | HLS         |
| 1618        | Hans Ludwig Holtzhalb             | Zürich      | HLS         |
| 1620        | Hans Zimmermann                   | Luzern      |             |
| 1622        | Sebastian Heinrich Trösch         | Uri         |             |
| 1624        | Johannes Büeler                   | Schwyz      | HLS         |
| 1626        | Bartholome Odermatt               | Unterwalden | HLS         |
| 1628        | Wolffgang Wikart                  | Zug         | HLS         |
| 1630        | Andreas Beglinger                 | Glarus      |             |
| 1632        | Hypolitus Bronbüeler              | Appenzell   |             |
| 1634        | Johannes Scheuchzer               | Zürich      | HLS         |
| 1636        | Johannes Cloos                    | Luzern      | HLS         |
| 1638        | Jacob Lusser                      | Uri         | HLS         |
| 1640        | Martin Bellmont                   | Schwyz      | HLS         |
| 1642        | Johannes Müller                   | Unterwalden |             |
| 1644        | Christian Heinrich                | Zug         | HLS         |
| 1646        | Joost Zweifel                     | Glarus      | HLS         |
| 1648        | Conrad Meyer                      | Appenzell   | HLS         |
| 1650        | Hans Peter Steiner                | Zürich      |             |
| 1652        | Leopold Fehr                      | Luzern      |             |
| 1654        | Sebastian Muheim                  | Uri         | HLS         |
| 1656        | Carl Bettschart                   | Schwyz      | HLS         |
| 1658        | Jacob Stockmann                   | Unterwalden | HLS         |
| 1660        | Rudolf Boshart                    | Zug         |             |
| 1662        | Fridolin Zwicki                   | Glarus      | HLS         |
| 1664        | Hans Jacob Schüs                  | Appenzell   |             |
| 1666        | David Werdmüller                  | Zürich      |             |
| 1668        | Hans Jacob Ostertag               | Luzern      | HLS         |
| 1670        | Johann Heinrich Emanuel Bessler   | Uri         | HLS         |
| 1672        | Carl Büeler                       | Schwyz      | HLS         |
| 1674        | Johann Ludwig Lussi               | Unterwalden | HLS         |
| 1676        | Paul Müller                       | Zug         | HLS         |
| 1678        | Fridolin Freuler                  | Glarus      | HLS         |
| 1680        | Conrad Zellweger                  | Appenzell   | HLS         |
| 1682        | Hans Heinrich Kilchsperger        | Zürich      |             |
| 1684        | Johann Rudolf Dürler              | Luzern      | HLS         |
| 1686        | Johann Martin Straumeyer          | Uri         | HLS         |
| 1688        | Hans Balthasar Mettler            | Schwyz      |             |
| 1690        | Johann Franz an der Halden        | Unterwalden | HLS         |
| 1692        | Niclaus Iten                      | Zug         | HLS         |
| 1694        | Thomas Stüssi                     | Glarus      |             |
| 1696        | Hans Jacob Schüss                 | Appenzell   |             |
| 1698        | Leonard Werdmüller                | Zürich      | HLS         |
| 1700        | Franz Leonard Meyer               | Luzern      |             |